# Tsuyoshi Shimamura
Tsuyoshi Shimamura (japanisch 島村 毅 Shimamura Tsuyoshi; * 10. August 1985 in der Präfektur Saitama) ist ein japanischer Fußballspieler.

## Karriere
Shimamura erlernte das Fußballspielen in der Universitätsmannschaft der Waseda-Universität. Seinen ersten Vertrag unterschrieb er 2008 bei Shonan Bellmare. Der Verein spielte in der zweithöchsten Liga des Landes, der J2 League. Am Ende der Saison 2009 stieg der Verein in die J1 League auf. Für den Verein absolvierte er 45 Ligaspiele. 2011 wurde er an den Zweitligisten Tokushima Vortis ausgeliehen. Für den Verein absolvierte er 25 Ligaspiele. 2012 kehrte er zum Zweitligisten Shonan Bellmare zurück. 2012 wurde er mit dem Verein Vizemeister der J2 League und stieg in die J1 League auf. Am Ende der Saison 2013 stieg der Verein in die J2 League ab. 2014 wurde er mit dem Verein Meister der J2 League und stieg wieder in die J1 League auf. Am Ende der Saison 2016 stieg der Verein in die J2 League ab. 2017 wurde er mit dem Verein Meister der J2 League und stieg wieder in die J1 League auf. 2018 gewann er mit dem Verein den J.League Cup. Für den Verein absolvierte er 130 Ligaspiele. Ende 2018 beendete er seine Karriere als Fußballspieler.

## Erfolge
Shonan Bellmare
- J2 League: 2017  ▲
- J.League Cup: 2018